# The Broncho Buster's Rival
The Broncho Buster's Rival è un cortometraggio muto del 1911. Il nome del regista non viene riportato nei credit. Fu il film d'esordio per l'attore di origine inglese Howard Davies.

## Produzione
Il film fu prodotto dalla Bison Motion Pictures e dalla New York Motion Picture.

## Distribuzione
Distribuito dalla Motion Picture Distributors and Sales Company, il film - un cortometraggio in una bobina - uscì nelle sale cinematografiche statunitensi il 16 maggio 1911.